# غورة
غُوْرَة  (الاسم العلمي: Gaura)، مُعَرَّبَة؛ الاسم العلميّ من اليونانيَّة gauros: فَخُور، مُتَكَبِّر، إلماعًا إلى شكل النَّبات المنتصب. جنس نباتات مُزهرة عشبية وبجلية، حولية ومحولية معمرة من فصيلة الأخدرية. أنواعه 22 مهدها أمريكا الشمالية.